# Södra Mellby kyrka
Södra Mellby kyrka är en kyrka i Södra Mellby. Den tillhör Kiviks församling i Lunds stift.

## Kyrkobyggnaden
Nuvarande korskyrka i nygotisk stil byggdes 1885–1887, enligt Fredrik Ekbergs ritningar, och ersatte en tidigare kyrka från 1200-talet. 

## Inventatier
Från den gamla medeltidskyrkan finns bevarade:
- Dopfunten i kalksten från 1200-talets början har troligen huggits av stenmästaren Calcarius II.
- Predikstolen från början av 1600-talet.
- Altaruppsatsen i barockstil från 1669.

### Orgel
- Den nuvarande orgeln byggdes 1889 av Åkerman & Lund, Stockholm och är en mekanisk orgel. Orgeln omdisponerades 1970 av A. Mårtenssons Orgelfabrik AB, Lund.

| Huvudverk I   | Svällverk II      | Pedal      | Koppel |
| Borduna 16´   | Rörflöjt 8´       | Subbas 16´ | I/P    |
| Principal 8´  | Salicional 8´     | Oktava 4´  | II/P   |
| Oktava 4'     | Tvärflöjt 4'      |            | II/I   |
| Oktava 2'     | Blockflöjt 2'     |            |        |
| Mixtur 2 chor | Crescendosvällare |            |        |
| Trumpet 8'    |                   |            |        |

#### Kororgel
Den nuvarande kororgeln byggdes 1979 av Anders Persson Orgelbyggeri, Viken och är en mekanisk orgel.
| Manual          | Pedal      | Koppel  |
| Gedakt 8'       | Subbas 16' | Man/Ped |
| Principal 4'    |            |         |
| Rörflöjt 4'     |            |         |
| Kvintadena 2'   |            |         |
| Mixtur 3-4 chor |            |         |
| Regal 16'       |            |         |

## Gamla kyrkan
Den gamla kyrkan ligger 80 meter sydost om den nya och var helgad till Sankt Nicolaus. Den tvåskeppig kyrkan var elva meter lång och sex meter bred och byggdes på 1200-talet. Grunden är upp till en meter hög. I ruinen står ett tre meter högt träkors uppsatt i ett stenröse.